# NN-194
La carretera NN-194 es una vía departamental secundaria ubicada principalmente en el departamento de Carazo, extendiéndose hasta el límite con Chontales. Con una longitud de 10.2 kilómetros, fue inaugurada en 2024 y facilita el acceso entre la zona de El Aguacate en La Conquista y el sur del país.

## Trazado y cruces
El siguiente cuadro muestra el trazado estimado de la NN-194:
| km   | Localidad                                      | Departamento | Conexión / Ruta |
| ---- | ---------------------------------------------- | ------------ | --------------- |
| 0.0  | El Aguacate, La Conquista                      | Carazo       |                 |
| 10.2 | Límite departamental hacia San Pedro de Lóvago | Chontales    |                 |